# História política
A história política é um ramo da historiografia que estuda a organização e os processos de operação do poder nas sociedades humanas ao longo do tempo. Privilegia, sobretudo, a pesquisa e escrita da história centrada nos acontecimentos, nas ideias, movimentos e personagens políticos, bem como os órgãos de estado ou governo, seus eleitores, partidos e lideranças. Relaciona-se intimamente a outros campos de estudo em torno da ideia de estado-nação, como a história militar, diplomática e constitucional. É distinta, mas se vincula com a história econômica. Contrasta-se com a perspectiva da história vista de baixo.
Estudos apontam que entre os anos 1975 a 1995, a pesquisa e o ensino de história em seu viés político foram paulatinamente afetadas pelo aumento da popularidade da história social. Esta foi, de certa maneira, sobreposta pelas iniciativas em história cultural, que, por sua vez, vêm sendo intercaladas por estudos em história global e história pública.

## Principais aspectos
Os estudos da história política geralmente se concentram na unidade de análise da transformação histórica dos estados-nação, seus processos e fatos políticos.[carece de fontes?]
Um aspecto importante da história política é o estudo da ideologia como uma força para a mudança histórica.[carece de fontes?]

## História

### A história política tradicional
A primeira história política "científica" foi escrita por Leopold von Ranke na Alemanha no século XIX. Suas metodologias transformaram profundamente a maneira como os historiadores examinam criticamente suas fontes.[carece de fontes?]

### Os Annales
A Escola dos Annales enfatizou o papel da geografia e da economia na história e da importância de ciclos amplos e lentos, em vez do movimento constante e aparente da "história dos eventos" da alta política. A importante obra de Fernand Braudel, O Mediterrâneo e o Mundo Mediterrâneo na Era de Filipe II, contém uma história diplomática tradicional e da política mediterrânea, mas apenas como a terceira e mais curta seção. Grande parte desta obra cuida de ciclos mais amplos da história, compreendida na sua longa duração (longue durée). Os Annales foram amplamente influentes, levando a uma reflexão da história política em direção a abordagens mais abrangentes sobre mudanças econômicas e ambientais.

### A nova história política
O crescente interesse pela história social nas décadas de 1960 e 1970 levou ao surgimento da "nova história política". Uma nova geração de historiadores enfatizou mais o comportamento e a motivação dos eleitores do que apenas nos políticos. Tais iniciativas basearam-se fortemente em métodos quantitativos para integrar temas sociais, especialmente em relação a etnia e religião.
A crescente ênfase em "dar voz" aos personagens históricos tradicionalmente invisibilizados na história, isto é, das classes sociais subalternas, as mulheres, os povos negros e indígenas, entre outros, também minou a centralidade da política para a disciplina histórica. Seja usando os métodos estatísticos quantitativos da história social ou as avaliações mais pós-modernas da história cultural, novas gerações de historiadores "desdenharam a história política como elitista, superficial, totalmente fora de moda e irrelevante para o drama da vida cotidiana".